# Chondrosoma fiduciaria
Chondrosoma fiduciaria is een vlinder uit de familie spanners (Geometridae). De wetenschappelijke naam is voor het eerst geldig gepubliceerd in 1854 door Anker.
De soort komt voor in Europa.